# Prvenstvo Anglije 1954
Prvenstvo Anglije 1954 v tenisu.

## Moški posamično
Jaroslav Drobný :  Ken Rosewall, 13-11, 4-6, 6-2, 9-7

## Ženske posamično
Maureen Connolly :  Louise Brough, 6-2, 7-5

## Moške dvojice
Rex Hartwig /  Mervyn Rose :  Vic Seixas /  Tony Trabert, 6–4, 6–4, 3–6, 6–4

## Ženske dvojice
Louise Brough /  Margaret Osborne duPont :  Shirley Fry /  Doris Hart, 4–6, 9–7, 6–3

## Mešane dvojice
Doris Hart  /  Vic Seixas :  Margaret Osborne duPont /  Ken Rosewall, 5–7, 6–4, 6–3